# 疋田愛子
疋田 愛子（ひきだ あいこ、8月11日 - ）は日本の歌手である。宝塚歌劇団出身で、現役時の芸名は七海 水帆子（ななうみ みほこ）。退団後はシャンソン歌手として、ディナーショー、ボランティアコンサートなどで活動する。ジャンルは宝塚歌劇団、シャンソン及びカンツォーネである。広島県広島市出身。血液型A型。宝塚歌劇団56期生。

## 来歴

### 宝塚歌劇団時代
宝塚音楽学校を卒業後、宝塚歌劇団花組入団。雪組公演『四季の踊り絵巻／ハロー!タカラヅカ』で初舞台を踏む。1971年3月8日に花組配属。当時は「アイチャン」の愛称で親しまれ、娘役として幅広い役柄を演じる。タカラジェンヌとして初の日本テレビレギュラー出演を果たし、その後は主にテレビ出演、CM出演を行う。代表作「カリキュラマシーン」「ゲバゲバ90分」。

### 宝塚歌劇団退団後
1976年7月15日付で宝塚退団後は芸能プロダクションP&Mに所属。
結婚し、３人の子どもをもうける。
ジャズダンススタジオ「AIKOスタジオ」にて主に地元広島での活動を続ける。
1996年には第１回クリスマスディナーショーを開催。
その後、主要ホテルでのディナーショーを年に一度行う他、様々なボランティア活動を行う。
2013年5月より、広島市東区にある「レストランAIKOジョヴァンニ」の３代目オーナー就任。